# The Long Distance Runner (album av The Motorhomes)
The Long Distance Runner är The Motorhomes andra och sista album, utgivet på Sony Music 2002. Från skivan släpptes singlarna "The Man" (2001) och "I Wanna Make You Sing" (2002).

## Låtlista[2]
1. "Long Distance Runners"
2. "The Man"
3. "Congas"
4. "Untitled"
5. "I Wanna Make You Sing"
6. "Psalm"
7. "Stop Me"
8. "End of the World"
9. "Go!"
10. "Love"
11. "The End"

## Listplaceringar
| Lista (2002) | Topplacering |
| ------------ | ------------ |
| Sverige      | 9            |